# مارن (رود)
مَرن (به فرانسوی: Marne) رودی است که از شامپاین-آردن سرچشمه می‌گیرد و به سن می‌ریزد. این رود از کشور فرانسه می‌گذرد.